# 26 janvier 1922
Le vendredi 26 janvier 1922 est le 26e jour de l'année 1922.

## Naissances
- Josef Toms, joueur tchécoslovaque de basket-ball
- Gil Merrick (mort le 3 février 2010), footballeur anglais
- Alfred Goulin (mort le 5 novembre 1994), comédien de cinéma français
- Ellen Vogel (morte le 5 août 2015), actrice néerlandaise
- Bob Thomas (mort le 14 mars 2014), reporter américain
- Seán Flanagan (mort le 5 février 1993), sportif irlandais
- René Genis (mort le 25 février 2004), peintre et graveur français

## Décès
- Ernest Marie Louis Bedel (né le 16 mai 1849), entomologiste français
- Vincent Strouhal (né le 10 avril 1850), physicien tchèque
- Henrik August Angell (né le 22 août 1861), militaire norvégien

## Autres événements
- Création à Londres de la Symphonie nº 3 de Vaughan Williams
- Walter Breisky devient le 4e chancelier fédéral d'Autriche en remplacement de Johann Schober
- Fondation du Deutsches Friedenskartell, mouvement pacifiste allemand de la République de Weimar